# Matter of Trust
Matter of Trust är en amerikansk film från 1997 i regi av Joey Travolta.